# 维特里莱诺让
维特里莱诺让（法語：Vitry-lès-Nogent，法語發音：[vitʁi lɛ̃ nɔʒɑ̃]，意为“诺让附近的维特里”）是法国上马恩省的一个市镇，属于肖蒙区。

## 地理
维特里莱诺让（47°59'34"N, 5°20'48"E）面积7.95 平方千米，位于法国大東部大區上马恩省，该省份为法国东北部内陆省份，北起马恩省和默兹省，西接奥布省，西南接科多尔省，东南接上索恩省，东临孚日省。
与维特里莱诺让接壤的市镇（或旧市镇、城区）包括：当皮埃尔、诺让、潘松莱诺让、罗朗蓬、蒂韦。
维特里莱诺让的时区为UTC+01:00、UTC+02:00（夏令时）。

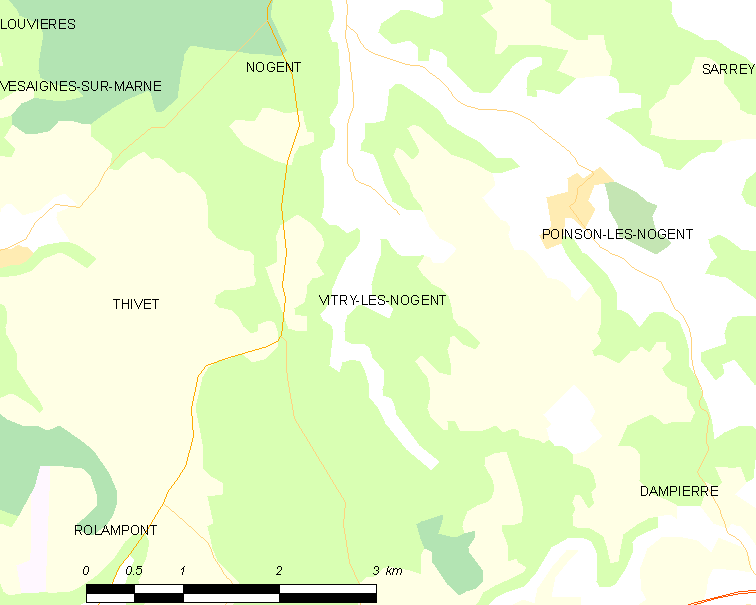
维特里莱诺让的OSM定位图

## 行政
维特里莱诺让的邮政编码为52800，INSEE市镇编码为52541。

## 政治
维特里莱诺让所属的省级选区为诺让县。

## 人口

1962-2008年间维特里莱诺让人口变化图示

维特里莱诺让于2022年1月1日时的人口数量为217人。